# Kilimandżaro (region)
Kilimandżaro – region (mkoa) w Tanzanii.
W 2002 roku region zamieszkiwało 1 376 702 osób. W 2012 ludność wynosiła 1 640 087 osób, w tym 793 140 mężczyzn i 846 947 kobiet, zamieszkałych w 384 867 gospodarstwach domowych.
Region podzielony jest na 7 jednostek administracyjnych drugiego rzędu (dystryktów):
- Hai District Council
- Moshi Municipal Council
- Moshi District Council
- Mwanga District Council
- Rombo District Council
- Same District Council
- Siha District Council

## Klimat
| Miesiąc                          | Sty   | Lut    | Mar    | Kwi    | Maj    | Cze  | Lip   | Sie  | Wrz  | Paź   | Lis  | Gru   | Roczna   |
| -------------------------------- | ----- | ------ | ------ | ------ | ------ | ---- | ----- | ---- | ---- | ----- | ---- | ----- | -------- |
| Średnie temperatury w dzień [°C] | 33.8  | 34.2   | 32.7   | 30.3   | 26.9   | 26.5 | 26.7  | 26.7 | 30.5 | 32.2  | 32.4 | 32.9  | 30,5     |
| Średnie temperatury w nocy [°C]  | 18.0  | 18.5   | 19.1   | 19.8   | 18.2   | 14.7 | 15.1  | 15.7 | 17.1 | 18.9  | 20.4 | 19.4  | 17,9     |
| Opady deszczu [mm]               | 906.8 | 1386.8 | 1244.6 | 4627.9 | 2174.2 | 61   | 114.3 | 27.9 | 7.6  | 264.2 | 729  | 718.8 | 12 263,1 |
| Źródło: 2016-12-03               |       |        |        |        |        |      |       |      |      |       |      |       |          |